# Daniela Catrileo
Daniela Catrileo Cordero (Santiago de Chileo San Bernardo, 1987) es una escritora y poetisa chilena de origen mapuche champurria, profesora de filosofía y feminista. Es integrante y fundadora de Rangiñtulewfü, colectivo mapuche de la diáspora champurria, forma parte del equipo editorial de la revista Yene y codirige la Revista de Literatura Mapuche Traytrayko.
En 2019 y en 2024 recibió el Premio Municipal de Literatura de Santiago por su libro de poesía Guerra florida y la novela Chilco, respectivamente.

## Biografía

### Vida personal y estudios
Daniela Catrileo Cordero nació en Santiago de Chile o en San Bernardo en 1987.  Su familia del lado paterno viene de una comunidad mapuche en Nueva Imperial, en La Araucanía y su abuelo paterno se mudó a la capital en los años 1970.Su madre no es mapuche. Daniela Catrileo creció en San Bernardo, donde sus padres habían accedido a una vivienda social. Vivió toda su vida en Santiago hasta mudarse a Valparaíso en 2021.
De niña ya le interesaba la literatura, y en el colegio, participó en talleres y eventos en torno a la escritura.A los 12 años, su madre le regaló una máquina de escribir.
Después de terminar el colegio, no preveía estudiar en la universidad (para la cual tampoco contaba con los recursos suficientes) y trabajó durante dos años con distintos oficios (vendedora, secretaría, cajera, etc).
A los 19 años, el descubrimiento del hostigamiento sufrido por su padre al llegar a Santiago, que lo llevó a dejar de hablar mapudungun, combinado con la muerte de un familiar en el sur tras un enfrentamiento con carabineros, despertaron su interés por la representación de los pueblos originarios en los medios de comunicación masivos y la discriminación hacia los mapuches.
Catrileo estudió Licenciatura en Educación y Pedagogía en Filosofía en la Universidad Metropolitana de Ciencias de la Educación. Es diplomada en Periodismo Cultural, Edición y Crítica de Libros de la Universidad de Chile y magíster en Estéticas Americanas de la Pontificia Universidad Católica de Chile.
En 2011, recibió una beca de la fundación Pablo Neruda.

### Carrera artística y profesional
Durante su adolescencia y antes de entrar a la universidad, fue parte de varios espacios como el Centro Cultural Manuel Rojas, Balmaceda Arte Joven, y Caja Negra, en los cuales realizaba tocatas, performance y poesía en vivo. También formó el colectivo Florerito quebrado, con el cual realizó intervenciones donde se quebraba un florero, se leía poesía y se tocaba música.Cuando inició sus estudios de filosofía, ya escribía y se autopublicaba.
Su primer libro de poesía, Río herido (Edicola, 2016), es una traducción de su apellido del mapudungun: Catrileo viene de "katrün lewfü" que significa "río cortado".Fue inspirado de conversaciones con su padre y su abuelo sobre sus historias y memorias, en particular migratorias.
En 2019, su libro Guerra florida (Del Aire, 2018, escrito en castellano y en mapudungun) recibió el premio municipal de literatura de Santiago en la categoría poesía.Fue la cuarta poeta mapuche en recibir ese premio.
Su libro de relatos Piñen (2019) relata a través de tres historias los estereotipos de género, la violencia doméstica, el racismo hacia las personas mapuche y la desigualdad social.Recibió el Premio Mejores Obras Literarias Publicadas en 2020.
En 2023, participó en la primera feria del libro mapuche-huilliche. Ese mismo año publicó su primera novela, Chilco, que recibió el Premio Municipal de Literatura de Santiago.La novela cuenta la revuelta truncada de los habitantes de una ciudad contra los abusos de una empresa inmobiliaria. Catrileo indicó que fue un aroma que le inspiró la novela, y que la empezó a escribirla mientras trabajaba en otro proyecto de novela y en una tesis.En diciembre de 2024, Chilco fue destacado en el proyecto cultural "Service 95" de la cantante Dua Lipa, donde se indicó que sería la primera novela de una persona mapuche en ser traducida al inglés.
En 2024, Catrileo publicó el ensayo Sutura de las aguas. Un viaje especulativo sobre la impureza, que recoge a partir de documentos históricos el significado y los orígenes de la palabra champurria. 
En el campo de la performance y del audiovisual, realizó el proyecto Nampülwangulenfe / Mapunauta (2018) en colaboración con la artista Nicole L’Huillier. Su obra audiovisual Llekümün (2020) reflexiona sobre la diáspora mapuche y fue premiada con el primer lugar del AX: Encuentro de las Culturas Indígenas y Afrodescendientes.Catrileo cuenta que para esa obra se inspiró de su abuela paterna, a quien no conoció.
Daniela Catrileo es también profesora de filosofía y en 2022 fue la primera persona mapuche en integrar el Consejo Nacional de Televisión.

### Activismo
Catrileo considera la escritura como una forma de posicionarse política y estéticamente como parte del pueblo mapuche.
Es parte y fundadora del colectivo mapuche de la diáspora champurria Rangiñtulewfü (integrado también por los artistas Seba Calfuqueo, Paula Baeza Pailamilla y Paula Coñoepan, las lingüistas como Simona Mayo y Javiera Quiroga, y el periodista Ángel Cayumán), que busca difundir el arte creado por personas mapuches y articular políticamente el pueblo mapuche con otros pueblos oprimidos (pueblos originarios, comunidades afrodescendientes y diaspóricas).
A partir del colectivo Rangiñtulewfü , surgió la revista Yene, en la cual Catrileo forma parte del equipo editorial.
Catrileo se define como feminista y si bien el colectivo Rangiñtulewfü nació con un objetivo mapuche-feminista, con el tiempo varias integrantes decidieron posicionarse solo como mapuches y no como feministas, debido a la dificultad de esta doble definición.Daniela Catrileo se revindica de un feminismo interseccionale invita a reflexionar sobre el feminismo blanco y occidental y a visibilizar un feminismo latinoamericano decolonial, preocupado también por el colonialismo y el extractivismo.
Adicionalmente, Daniela Catrileo edita junto a Ange Cayumán la revista bilingüe Traytrayko.

## Obras

### Poesía y cuentos
- Cada vigilia, plaquette, 2007.[19]
- Niñas con palillos. Santiago de Chile: Balmaceda Arte Joven Ediciones. 2014. ISBN 9789568340193. En coautoría con Constanza Marchant, Julieta Moreno y Catalina Espinoza.
- Río herido. Santiago de Chile: Edicola. 2016. ISBN 9789569277375. Poesía.
- Invertebrada. Zurich: LUMA Foundation. 2017. ISBN 978-1-387-06476-2. Parte de la serie Poetry will be made by all!.[20]
- Guerra florida - Rayülechi malon. Santiago de Chile: Del Aire Editores. 2018. ISBN 9789569038341.
- Piñen. Santiago de Chile: Libros del Pez Espiral. 2019. ISBN 9789569147739.
- Las aguas dejaron de unirse a otras aguas. plaquette, Santiago de Chile: Pez Espiral. 2020.
- El territorio de viaje. Edicola. 2022. ISBN 9789569277511. Plaquette, poesía.[21] Poesía. Edición bilingüe mapudungun - español.
- Todas quisimos ser el sol. Santiago de Chile: Las Guachas. 2023.

### Audiovisual
- Mari Pura Warangka Küla Pataka Mari Meli: 18.314 (2018)
- Pura Mari Kayu (2018)
- Acción Iñche Ta Malon, basada en su libro Guerra Florida
- Nampülwangulenfe / Mapunauta (2018) en colaboración con la artista Nicole L’Huillier
- Llekümün (2021)
- La escritura del río (2021)

### Antología
- Wirintukun ti Kalül, 2018
- Daniela Ester Catrileo Cordero, ed. (2022). Allkütun, feymew kimün epewün. Santiago de Chile. ISBN 978-956-410-534-5.

### Novela
- Chilco. Chile: Seix Barral. 2023. ISBN 9789566173786.

### Ensayo
- Sutura de las aguas. Un viaje especulativo sobre la impureza. Santiago de Chile: Kikuyo. 2024. ISBN N/A

## Premios y reconocimientos
- Becaria de la Fundación Pablo Neruda 2011.
- Becaria creación literaria que otorga el Consejo Nacional de la Cultura y las Artes 2012 y 2016.[10]
- Premio Jóvenes Talentos 2014 otorgado por la Fundación Mustakis y Balmaceda Arte Joven
- Premio Municipal de Literatura de Santiago 2019 por Guerra florida. Rayülechi malon.[10]
- Premio Mejores Obras Literarias Publicadas, Categoría Cuento, 2020 por Piñen.[10][22]
- Primer lugar del AX: Encuentro de las Culturas Indígenas y Afrodescendientes por Llekümün, 2020[2]
- Premio Municipal de Literatura de Santiago 2024 por Chilco.